# Angels Flight
Pour l'œuvre de Michael Connelly, voir L'Envol des anges. Pour les autres significations, voir Flight.
Angels Flight ou Angel's Flight (prononciation en anglais /eɪnd͡ʒəlz flaɪt/) est un funiculaire situé dans le secteur de Bunker Hill du quartier d'affaires de Los Angeles, en Californie. L'ascenseur incliné comprend deux cabines nommées Sinai et Olivet, qui circulent chacune dans un sens de la voie longue de 91 mètres.
Conçu pour relier la Hill Street (en) avec l'Olive Street, le funiculaire a historiquement connu deux emplacements situés à un bloc l'un de l'autre. La position originale a servi de 1901 jusqu'en 1969, au moment de la rénovation urbaine de la zone.
Le funiculaire, à sa position actuelle, a rouvert en 1996, pour relier cette fois-ci la Hill Street aux gratte-ciel California Plaza, mais a fermé cinq ans plus tard en raison d'un accident mortel. Finalement remis en service en 2010, il connaît à nouveau plusieurs périodes de fermeture, pour être fermé en 2014.
Bien qu'il fût à l'origine imaginé pour constituer un intérêt touristique, il a été couramment utilisé par les travailleurs du quartier d'affaires, afin de relier le centre historique du quartier (Hictoric Core) à Bunker Hill, et a ainsi été qualifié d'« important lien économique » pour la zone. Inscrit notamment sur le Registre national des lieux historiques, il rouvre le 31 août 2017.

## Présentation

### Situation

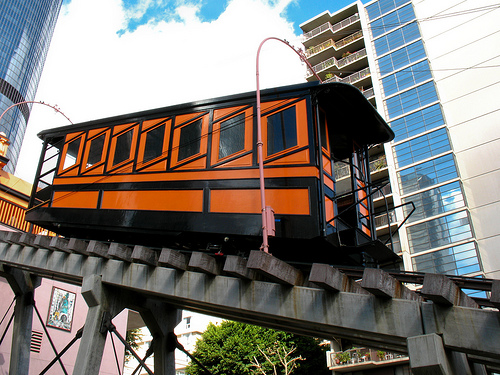
Le funiculaire en 2008.

Le funiculaire est situé au cœur de Downtown Los Angeles, dans le secteur de Bunker Hill, à côté du Financial District, Chinatown et Little Tokyo, entre les gratte-ciel One California Plaza et Two California Plaza et la Hill Street, en Californie.
À proximité de la U.S. Route 101, il est accessible depuis le quartier angelin de Hollywood par les lignes B et d du métro, grâce à la station Pershing Square. De l'ouest de la métropole (depuis la ville de Santa Monica ou le quartier proche de Venice par exemple), en transport en commun, une correspondance avec la ligne E est nécessaire pour rejoindre le funiculaire. Par la route, l'Interstate 10 peut être empruntée,.

### Caractéristiques

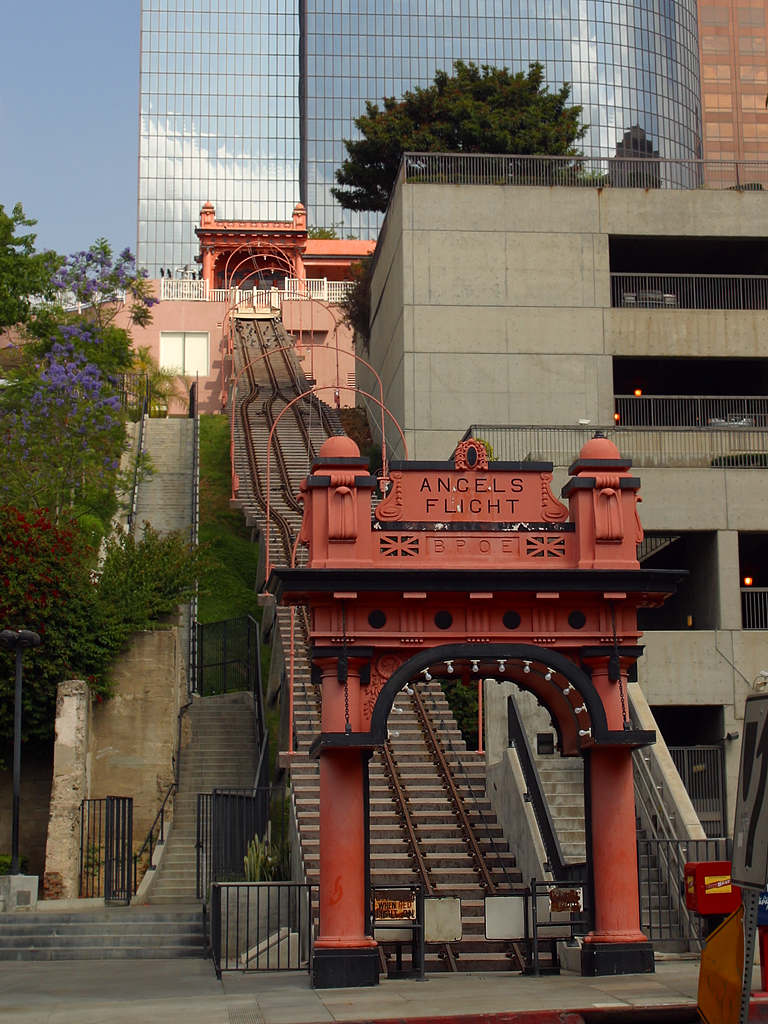
Vue depuis le bas durant la fermeture (mai 2004), pendant que les voitures étaient placées au garage.

Ses deux cabines se nomment Sinai et Olivet et sont de couleurs orange et noire. L'écartement des rails est de 762 mm, ce qui en fait une voie étroite ; la longueur de la voie actuelle est d'environ 91 mètres (celle originale était de 96 mètres), et la rampe atteint 33 %,,.
Le jour de sa première ouverture, le funiculaire a pu accueillir quelque deux milliers de personnes. Il faut environ une minute pour que la cabine gravisse la voie.
Le funiculaire Angels Flight reprend principalement le style Beaux-Arts mais d'autres formes architecturales sont visibles.
Il était à son ouverture la plus petite voie ferrée du monde.

## Histoire

### Chronologie
La liste présentée ci-dessous reprend les dates marquantes de l'histoire du funiculaire.
- 1901 : ouverture officielle de la première version d'Angels Flight.
- 1969 : fermeture du funiculaire en raison du réaménagement du secteur.
- 1996 : réouverture à quelques mètres de l'emplacement initial.
- 2001 : fermeture en raison d'un accident mortel.
- 2010 : réouverture ponctuelle.
- 2014 : fermeture indéfinie du funiculaire.
- 31 août 2017 : remise en service.

### 1901-1969: première version

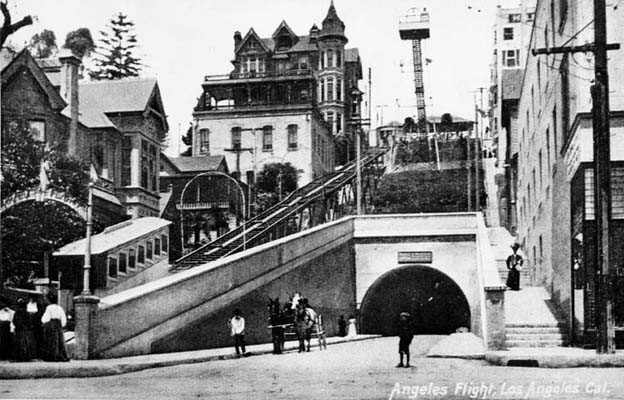
Photographie de 1903. Le tunnel de la 3e rue passant sous Bunker Hill est visible à côté du funiculaire.

Initialement connu sous le nom de Los Angeles Incline Railway (en français « chemin de fer incliné de Los Angeles » ou « ascenseur incliné de Los Angeles », la construction du funiculaire commence le 2 août 1901, et est financée par le colonel J. W. Eddy (en). Il est prévu que le chemin de fer incliné relie Hill Street à Olive Street, au-dessus du tunnel de la 3e rue (Third Street) traversant Bunker Hill,. En 1912, au moment où la Funding Company of Los Angeles en fait l'acquisition, le funiculaire change de nom pour être officiellement appelé « Angels Flight », en référence à l'inscription visible au sommet du porche voûté présent du côté de l'entrée de Hill Street, en bas du funiculaire.
Les deux cabines de l'Angels Flight originel sont toutes les deux reliées entre elles par le même câble principal. À la différence de certains funiculaires plus modernes de l'époque, il ne dispose pas de frein en cas de rupture du câble par exemple. En revanche, un câble de sécurité séparé est prévu si le câble principal venait à céder. Ses soixante-huit années de service sont marquées par un faible niveau d'incidents. À l'automne 1943, cependant, une personne meurt après avoir tenté de marcher sur une des voies. Aucune autre victime n'est à dénombrer avant le XXIe siècle et le second emplacement du funiculaire.

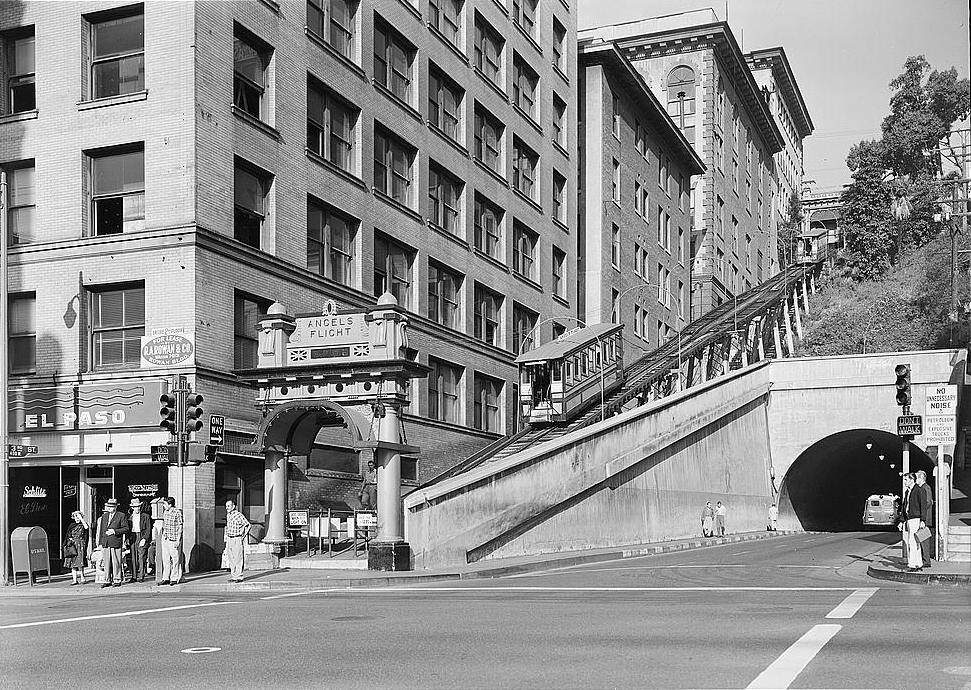
Photographie de 1960.

En novembre 1952, la fraternité Native Daughters of the Golden West (en) dépose une plaque commémorative afin de célébrer les cinquante ans de la mise en service du funiculaire.
Lors du fonctionnement du funiculaire à son premier emplacement, ce dernier a été acheté et maintenu par six entreprises différentes après le colonel Eddy. En 1914, la Funding Company of Los Angeles vend la gestion du funiculaire à la Continental Securities Company. C'est en 1946 que l'ingénieur Robert W. Moore acquiert l'ascenseur incliné. Six ans plus tard, Lester B. Moreland ainsi que Byron Linville l'acquièrent à leur tour. Moreland devient l'année suivante le seul possesseur du chemin de fer incliné. Enfin, en 1962, la ville de Los Angeles impose à Moreland de lui vendre le funiculaire, en raison du réaménagement et déménagement controversés du quartier à venir. La ville décide finalement d'employer l'Oliver & Williams Elevator Company afin de maintenir le lieu pendant encore quatre années. Angels Flight ferme ainsi le 18 mai 1969.

### 1996-2001: seconde version
À sa réouverture le 24 février 1996, il relie désormais Hill Street, non plus à Olive Street, mais aux gratte-ciel One California Plaza et Two California Plaza. Une société est créée afin d'opérer l'ascenseur incliné : l'Angels Flight Railway Foundation.
Toutefois, le 1er février 2001, un accident cause la mort d'une personne et blesse sept autres passagers. L'accident survient lorsque la cabine Sinai, à proximité de l'arrêt situé en haut de Bunker Hill, fait brusquement marche arrière jusqu'à entrer en collision avec Olivet. Cela mène ainsi à une nouvelle fermeture du funiculaire.

### 2010-2014: brève réouverture

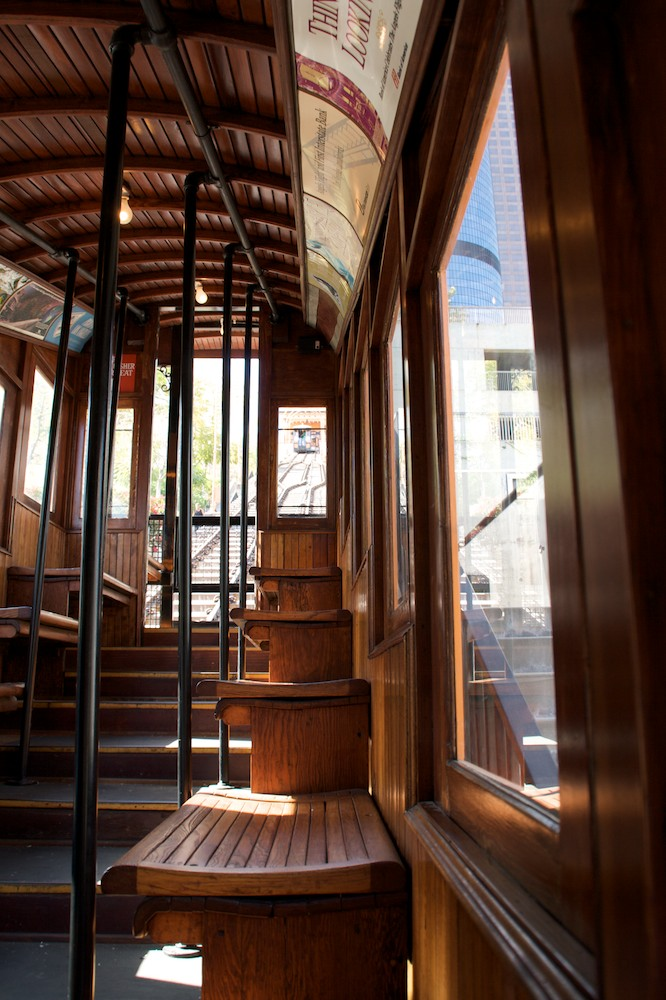
Vue intérieure (2010).

Il faut attendre le 15 mars 2010 pour sa nouvelle réouverture au public. Un mois plus tard, Angels Flight avait accueilli près de 59 000 passagers.
Le 5 septembre 2013, une voiture déraille au milieu de la voie sans faire de blessés.

### 2017: remise en service
Le 1er mars 2017, le maire de Los Angeles, Eric Garcetti, annonce que le funiculaire serait remis en service d'ici le 4 septembre de la même année, à l'occasion de la fête du Travail américaine (Labor Day).
Cette réouverture nécessite une réhabilitation visant à garantir la sécurité des passagers. Ainsi, une passerelle d'évacuation sera mise en place, et les portes des cabines seront rehaussées. Le funiculaire est finalement rouvert le 31 août 2017.

## Classement
- Registre national des lieux historiques, depuis le 13 octobre 2000[7].
- Los Angeles Historic-Cultural Monument (#4), depuis le 6 août 1962[21].

## Angels Flight dans la culture
Le funiculaire a inspiré plusieurs œuvres artistiques.

### Cinéma
- Le film musical La La Land, sorti en 2016, comprend une scène se passant sur le funiculaire. Ce dernier a été remis en service une journée le temps du tournage[22].

- On aperçoit le funiculaire lors d’une scène de poursuite dans Acte de violence, de Fred Zinnemann, sorti en 1948.

### Série TV
- Le funiculaire est le point de départ de l'intrigue de la saison 4 de la série télévisée Harry Bosch ; on y trouve des vues détaillées, notamment dans l'épisode 1 « Ask the dust ».
- Le funiculaire est le point de départ de l'intrigue de la saison 1 de la série télévisée Perry Mason.

### Littérature
- L'intrigue du roman de l'auteur Michael Connelly, L'Envol des anges (titre original : Angels Flight), publié en 1999, se passe aux alentours du funiculaire[23].
- Il est à  nouveau emprunté par Harry Bosch dans  l’épisode d’une poursuite dans le roman Sans l’ombre d’un doute de Michael Connelly  en 2023[24].

### Peinture
- Une œuvre de l'artiste Millard Sheets (en) créée en 1931 porte le nom d'Angel's Flight. Elle se situe au musée d'art du comté de Los Angeles[25].